# Karma Rx
Karma Palmer (Fillmore, California; 21 de enero de 1993) es una actriz pornográfica y modelo erótica estadounidense, conocida por su nombre artístico Karma Rx.

## Biografía
Palmer nació y se crio en la localidad californiana de Fillmore, en el condado de Ventura. Estudió en una universidad comunitaria en California, habiendo enfocado sus estudios hacia un enfoque en psicología. Antes de entrar en la industria Karma comenzó a trabajar como modelo de cámara web en diversos sitios, realizando shows por Internet.
Debutó como actriz pornográfica el 27 de septiembre de 2017 en Florida, a los 24 años, grabando su primera escena de sexo para la productora Reality Kings con Ramón Nomar.
Como actriz, ha rodado para productoras como Archangel, Burning Angel, ManyVids, Wicked Pictures, Filly Films, Brazzers, Digital Playground, Evil Angel, Spizoo, Girlsway, Reality Kings o Naughty America, entre otras.
En 2019 recibió sendas nominaciones en los Premios AVN y XBIZ a Mejor actriz revelación, consiguiendo alzarse en los XBIZ en dicha categoría.
Ha rodado más de 580 películas como actriz.
Algunas películas suyas son Axel Braun's Inked 4, Beautiful Tits 5, Creampied Vixens 2, Cum On My Tattoo 9, Darcie Dolce's Squirting Stepsisters o Kianna Dior Busty Asian Cum Slut 4.

## Premios y nominaciones
| Año  | Ceremonia    | Resultado | Premio                                        | Trabajo                               |
| ---- | ------------ | --------- | --------------------------------------------- | ------------------------------------- |
| 2019 | Premios AVN  | Nominada  | Mejor actriz revelación                       | —                                     |
| 2019 | Premios AVN  | Nominada  | Mejor escena de sexo en grupo                 | The Orgy House                        |
| 2019 | Premios AVN  | Nominada  | Mejor escena de trío H-M-H                    | She Wants Us Both                     |
| 2019 | Premios AVN  | Nominada  | Premio fan: Estrella mediática                | —                                     |
| 2019 | Premios XBIZ | Ganadora  | Mejor actriz revelación                       | —                                     |
| 2019 | Premios XBIZ | Nominada  | Mejor escena de sexo en película gonzo        | Beautiful Tits 5                      |
| 2019 | Premios XRCO | Nominada  | Nueva estrella del año                        | —                                     |
| 2020 | Premios AVN  | Nominada  | Artista femenina del año                      | —                                     |
| 2020 | Premios AVN  | Nominada  | Mejor escena de blowbang                      | Interracial Blowbang – Karma RX       |
| 2020 | Premios AVN  | Nominada  | Mejor escena de doble penetración             | Bad Karma                             |
| 2020 | Premios AVN  | Nominada  | Mejor escena de sexo anal                     | Karma Rx Approaches Anal With Caution |
| 2020 | Premios AVN  | Ganadora  | Mejor escena de sexo POV de sexo              | Manuel's Fucking POV 12               |
| 2020 | Premios XBIZ | Nominada  | Artista femenina del año                      | —                                     |
| 2021 | Premios AVN  | Nominada  | Aparición mainstream del año                  | —                                     |
| 2021 | Premios AVN  | Nominada  | Mejor escena de sexo en grupo                 | Fuck Club 3                           |
| 2021 | Premios XBIZ | Nominada  | Artista femenina del año                      | —                                     |
| 2021 | Premios XBIZ | Nominada  | Mejor escena de sexo en película protagonista | Out With a Bang                       |
| 2021 | Premios XBIZ | Nominada  | Mejor escena de sexo en realidad virtual      | Sorority Hookup: Party Never Ends     |
| 2023 | Premios AVN  | Nominada  | Mejor escena de blowbang                      | Karma Rx                              |
| 2023 | Premios XBIZ | Nominada  | Mejor escena de sexo en película gonzo        | A Fuckable Work of Art                |